# 34241 Skylerjones
34241 Skylerjones è un asteroide della fascia principale. Scoperto nel 2000, presenta un'orbita caratterizzata da un semiasse maggiore pari a 3,0614599 au e da un'eccentricità di 0,1788614, inclinata di 5,53557° rispetto all'eclittica.